# Aviation dans la police

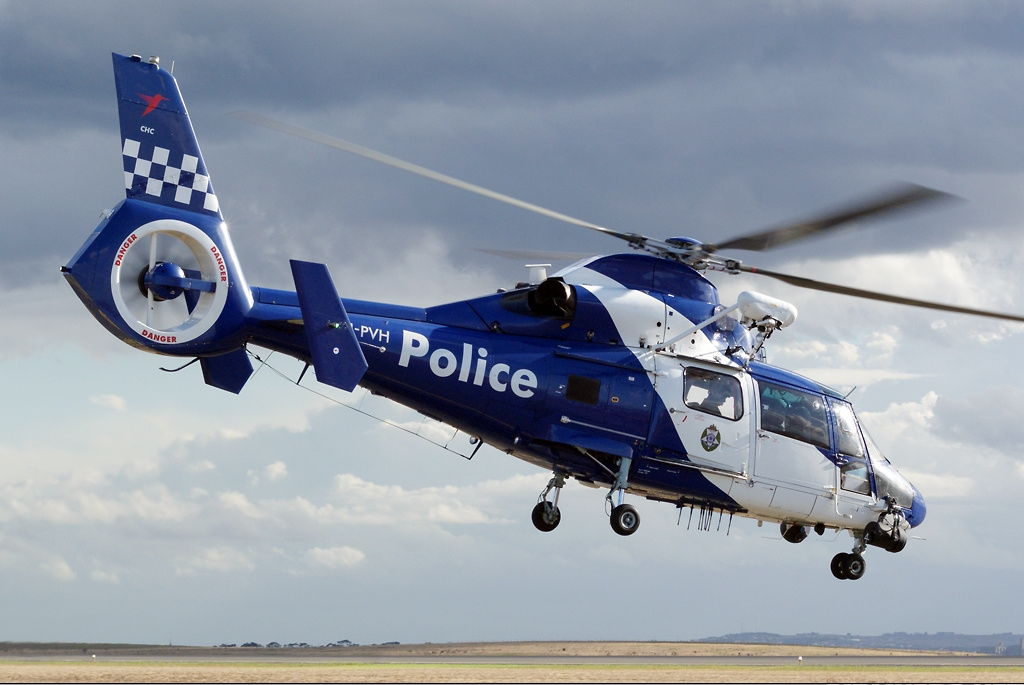
Un Eurocopter AS365 N3 Dauphin 2 de l’escadre aérienne de la.

L’aviation policière est l’utilisation d’aéronefs dans les opérations de police. Les services de police utilisent couramment des aéronefs pour le contrôle de la circulation, l'assistance au sol, la recherche et le sauvetage, les poursuites de voitures, l'observation, la patrouille aérienne et le contrôle d'événements publics de grande envergure et/ou d'incidents d'ordre public. Ils peuvent employer des aéronefs à voilure tournante, des aéronefs à voilure fixe, des aéronefs à voilure non rigide ou des aéronefs plus légers que l'air. Dans certaines grandes villes, les avions de police à voilure tournante servent également de transport aérien au personnel appartenant à des unités de type SWAT. Dans les grandes zones à faible densité de population, des aéronefs à voilure fixe sont parfois utilisés pour transporter du personnel et du matériel.

## Historique
Le premier département d'aviation de police a été créé à New York en 1919 avec deux avions à voilure fixe.[citation nécessaire] Les aéronefs à voilure fixe ont généralement été remplacés par des aéronefs à voilure tournante plus polyvalents depuis la fin des années 1940. Cependant, des avions à voilure fixe sont toujours utilisés dans certaines missions, telles que les patrouilles aux frontières, car leur vitesse plus élevée et leur altitude plus grande permettent de couvrir de plus grandes zones.
En 1921, un dirigeable britannique R33 a été utilisé pour aider la police à contrôler la circulation lors de courses de chevaux à Epsom et Ascot.

## Aéronefs à voilure tournante

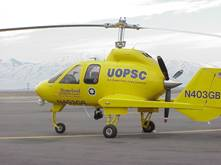
Un de l'Utah Olympic Public Safety Command

L'hélicoptère est la forme la plus courante d'aéronefs à voilure tournante de la police, mais d'autres types d'aéronefs à voilure tournante, tels que les autogyros, sont également utilisés,,. L'autogyre Groen Hawk 4 (en) a été utilisé lors des Jeux olympiques d'hiver de 2002 à Salt Lake City, dans l'Utah.
Les aéronefs à voilure tournante de la police peuvent être équipés d'équipements spéciaux, notamment de vision nocturne, FLIR, de caméras de surveillance, de radars, de systèmes radio spéciaux, de systèmes de haut-parleurs, de lanceurs de gaz lacrymogène, de projecteurs, de treuils et de câbles de treuils, de phares clignotants, de matériel de sauvetage pour la police et de sièges spéciaux.[citation nécessaire] Les armes ne sont généralement pas attachées à l'aéronef.[citation nécessaire] Les aéronefs à voilure tournante de la police sont parfois équipés pour remplir de multiples fonctions ou sont conçus de manière que l’équipement puisse être changé rapidement lorsque cela est nécessaire pour des rôles différents. Par exemple, un appareil à voilure tournante pourrait être utilisé pour la recherche et le sauvetage, puis comme ambulance aérienne.
Les forces de police utilisent parfois des surplus d’appareils militaires, tels que le Bell UH-1 Huey Certaines organisations de police, telles que la Policía Federal au Mexique, acquièrent de nouveaux aéronefs militaires à voilure tournante, tels que le Sikorsky UH-60 Black Hawk. Cependant, la plupart achètent des appareils civils directement auprès des plus grandes compagnies aéronautiques, ou les louent à des fournisseurs spécialisés.

## Aéronefs à voilure fixe

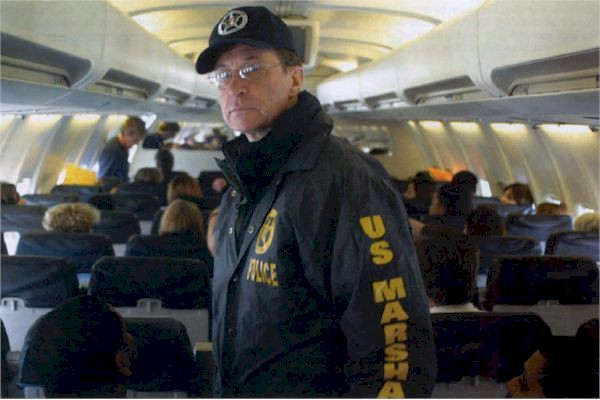
Un US Marshal sur un vol "JPATS".

Certaines unités aériennes de la police utilisent également des aéronefs à voilure fixe, ce qui permet une surveillance plus haute et plus silencieuse rendant moins probable que les suspects se rendent compte qu'ils sont surveillés. Quelques unités aériennes de la police, telles que la Northern Territory Police (en) en Australie, n’utilisent que des aéronefs à voilure fixe,. L'utilisation d'aéronefs à voilure fixe permet également des temps de vol plus longs et des coûts de fonctionnement moins élevés. Ils sont également utilisés pour transporter des prisonniers, le Justice prisoner and alien transportation system (surnommé "Con Air") peut-être le plus grand exemple de cette utilisation. Les aéronefs à voilure fixe servent également à effectuer des patrouilles de police régulières dans les communautés isolées et à transporter les enquêteurs sur des lieux de crime éloignés,. Les "Light sport aircraft" et paramoteurs,,, peuvent parfois être utilisés pour fournir un remplacement rentable aux hélicoptères dans le rôle de plate-forme d'observation.
L'Edgley Optica était un aéronef britannique à voilure fixe construit à des fins d'observation et utilisé par l'Hampshire Constabulary (en) comme alternative aux aéronefs à voilure tournante. Le Britten-Norman Defender est utilisé par la Greater Manchester Police, le service de police d'Irlande du Nord et la Garda Síochána. Le FBI a déployé un Britten-Norman Defender pour la surveillance aérienne électronique dans le complexe Branch Davidian lors du siège de Waco en 1993. Dans la région métropolitaine de Londres, le Metropolitan Police Service aurait secrètement utilisé un avion Cessna équipé d'un système de surveillance capable d'intercepter les appels téléphoniques mobiles et d'écouter des conversations.

## Aéronefs plus léger que l'air

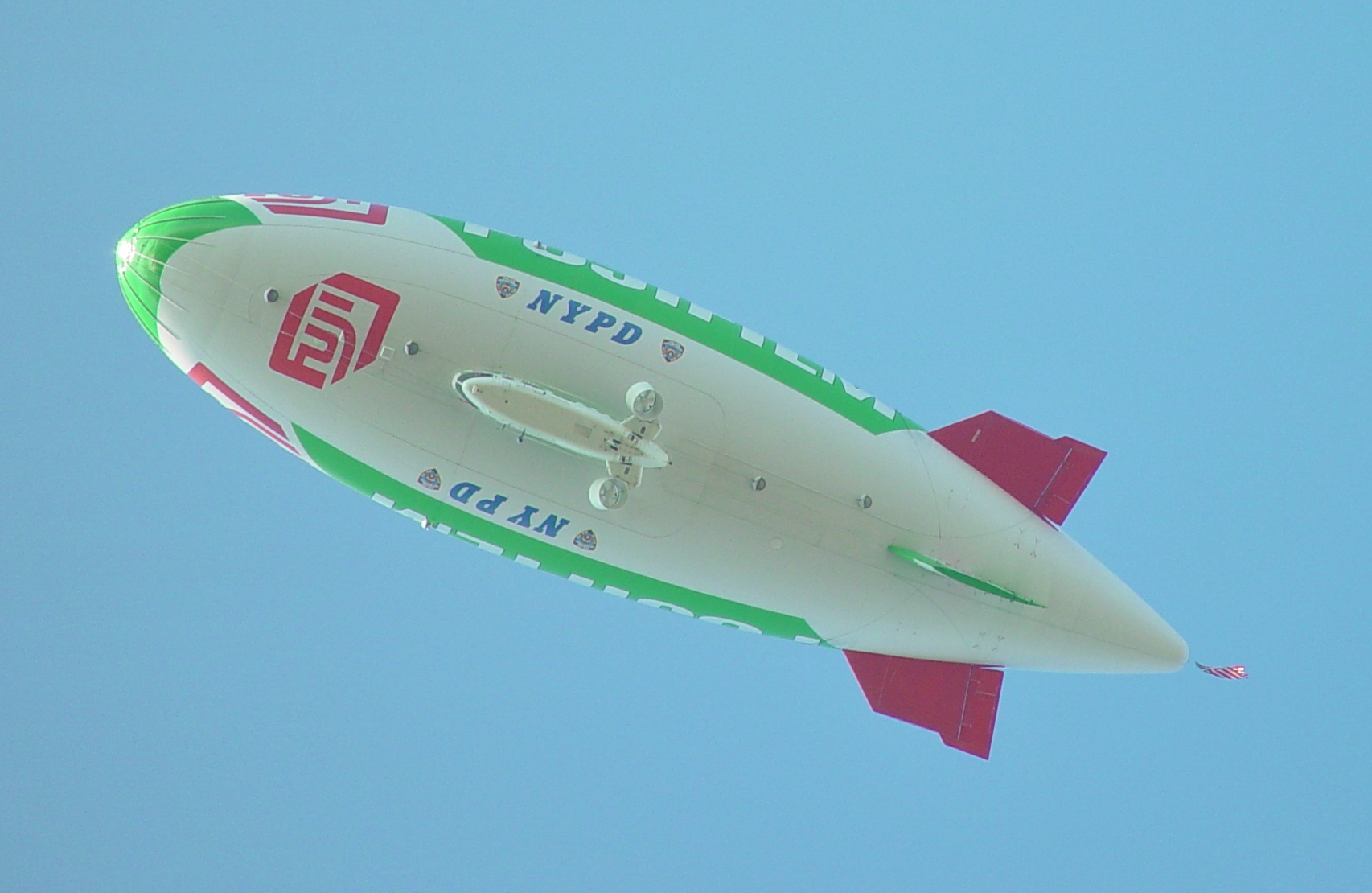
Un Skyship 600 utilisé par le NYPD pour l'observation lors du RNC en 2004

Des dirigeables de police ont été utilisés pour patrouiller dans le ciel lors de la Republican National Convention (en) de 2004 les Jeux olympiques d’Atlanta de 1996 et les Jeux olympiques d’Athènes de 2004. Le dirigeable Santos-Dumont, nommé en hommage à Alberto Santos-Dumont, opère dans les Caraïbes pour l'unité de lutte contre la criminalité spéciale de Trinité-et-Tobago (SAUTT), chargé de la surveillance et de la sécurité. En avril 2009, ce dirigeable a permis la surveillance aérienne du 5e Sommet des Amériques à Port d'Espagne. La police du Grand Manchester a commencé les opérations d'essai d'un dirigeable en 2010 afin de surveiller les événements majeurs, ce qui constituerait une alternative moins coûteuse que l'utilisation d'un hélicoptère à long terme. Toutefois, le dirigeable n'a été utilisé que 18 fois en raison de problèmes opérationnels liés aux conditions météorologiques.

## Véhicules aériens sans pilote
La police de certaines régions a commencé à utiliser des véhicules aériens sans pilote, ou des drones, pour des opérations de surveillance,,. Les véhicules aériens sans équipage existent en modèles à voilure fixe et à voilure tournante.

## Liste d'unités d'aviation de police

### Police
Afrique du Sud
- Unité aérienne du service de police sud-africain

 Allemagne
- Un EC 135 de la police fédérale allemandePolice fédérale

 Australie

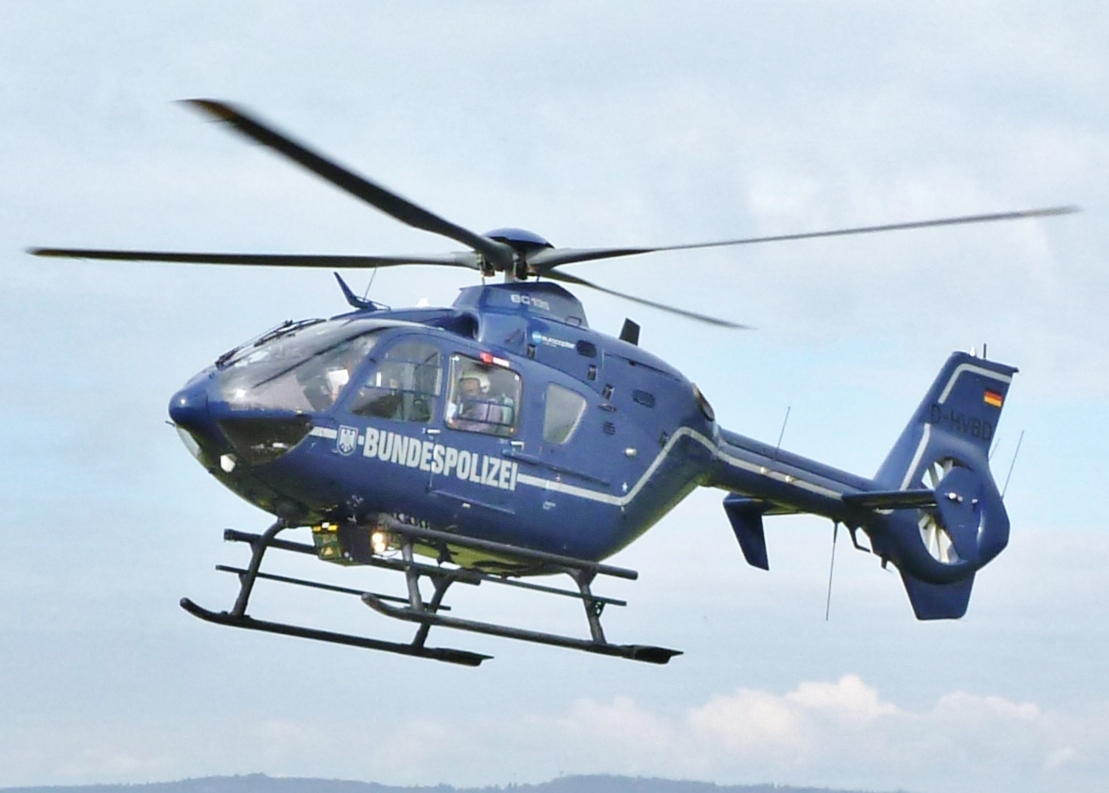
Un EC 135 de la police fédérale allemande

- Western Australia Police Air Wing (en)
- Victoria Police Air Wing (en)

 Autriche
- Flugpolizei

 Belgique
- Service d'appui aérien

 Costa Rica
- Servicio de Vigilancia Aérea

 Chypre
- Unité d'aviation de police de Chypre

 Espagne

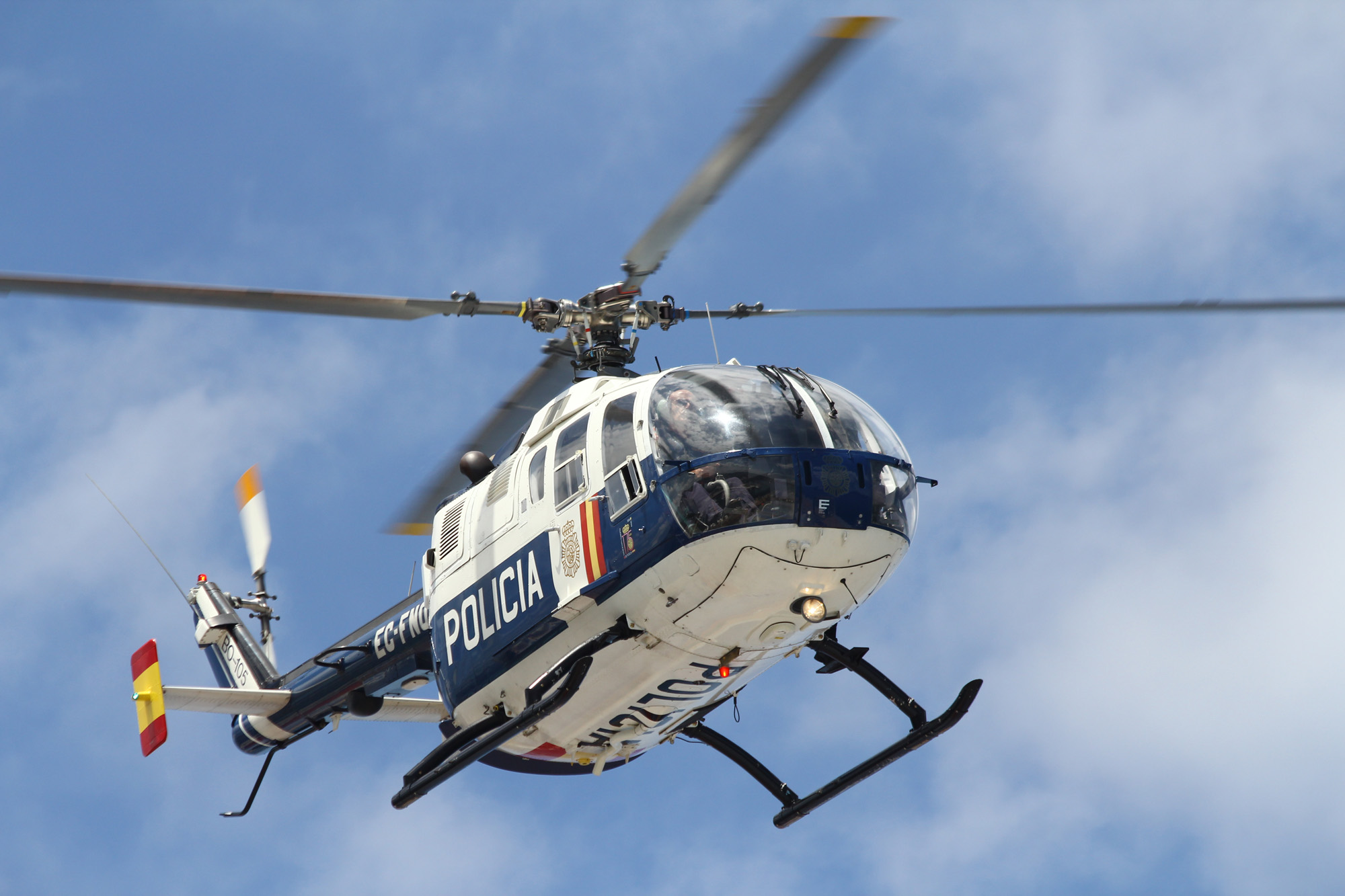
Un MBB Bo 105 du Cuerpo Nacional de Policía en Espagne

- Corps national de police d'Espagne

 États-Unis

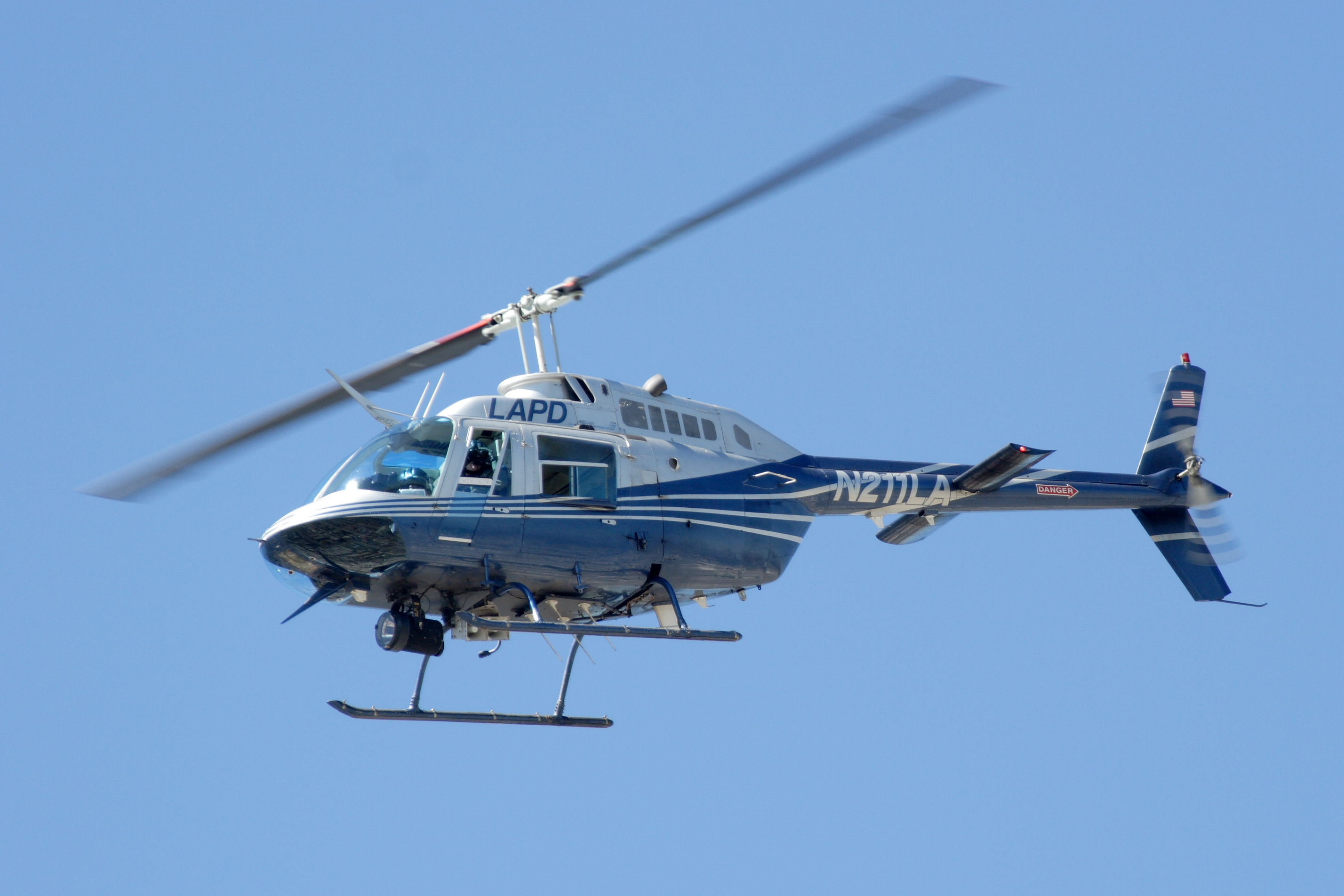
Un Bell 206 Jetranger du LAPD

* Justice prisoner and alien transportation system
- LAPD Air Support Division
- Los Angeles County Sheriff's Aero Bureau

 France
- Forces aériennes de la Gendarmerie nationale
- Brigade de police aéronautique (Police nationale)

 Hong Kong
- Hong Kong Government Flying Service

 Iran
- Unité d'aviation policière de la NAJA (en)

 Irlande
- Garda Air Support Unit

 Malaisie
- Unité aérienne de la police royale malaisienne

 Mexique
- Groupe Condor

 Pays-Bas
- Dienst Luchtvaartpolitie

 Macédoine du Nord
- Unité d'hélicoptères de police macédonienne

 Roumanie
- Inspectoratul General de Aviație

 Royaume-Uni
- National Police Air Service (en)
- Unité de soutien aérien de la police en Écosse
- Unité d'appui aérien du service de police d'Irlande du Nord

 Serbie
- Unité d'hélicoptères de police serbe

 Taïwan
- Corps national de service aéroporté

### Gardes-frontières et services des douanes
Estonie
- Groupe d'aviation de la police et des gardes-frontières

 États-Unis
- CBP Air and Marine Operations (en)

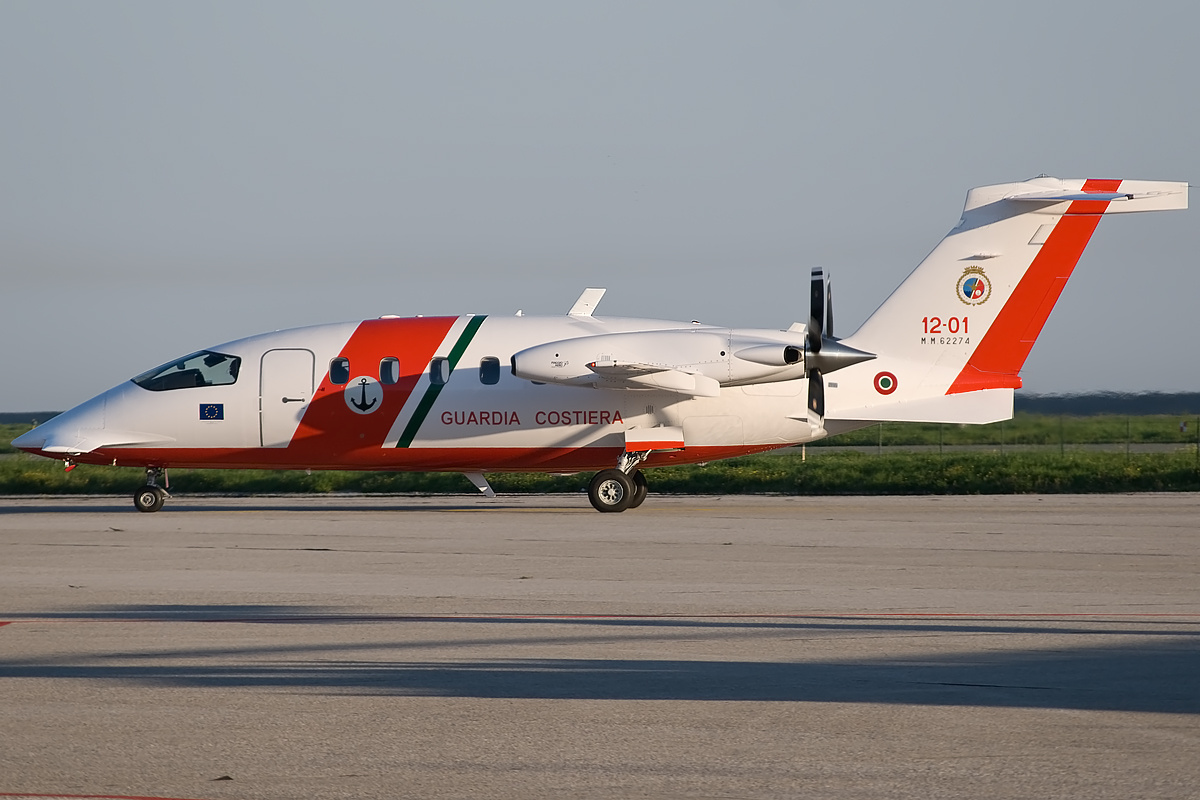
Un Piaggio P-180 de la Guardia Costiera

 Italie
- Un Piaggio P-180 de la Guardia CostieraGruppo Esplorazione Aeromarittima (en)

### Organismes d'application de la loi maritime
Argentine
- Service aérien des garde-côtes argentins

 États-Unis
- HITRON

 Islande
- Division aéronautique de la Garde côtière islandaise

 Italie
- Servizio Aereo della Guardia Costiera (en)